# Chacopekari
De Chacopekari (Parachoerus wagneri) is een hoefdier van de familie Tayassuidae. Deze soort is ongeveer een meter lang. 
De Chacopekari komt alleen voor op de Gran Chaco van Paraguay en Noord-Argentinië. In 1975 werd deze diersoort voor het eerst in levenden lijve gezien door wetenschappers. De Chacopekari was daarvoor bekend van één fossiele schedel. De Chacopekari is dagactief en leeft in de kleine groepen.
Halsbandpekari (Dicotyles tajacu) · 
Chacopekari (Parachoerus wagneri) · Witlippekari (Tayassu pecari)